# Werwolf
Pour les articles homonymes, voir Werwolf (homonymie).
La Werwolf (loup-garou en allemand) était un corps franc formé de volontaires nazis, créé en septembre 1944 par Heinrich Himmler pour mener un combat subversif et résister derrière les lignes de front, particulièrement sur le front de l'Est, contre les Alliés envahissant l'Allemagne. La propagande faite autour de la Werwolf dépasse largement ses réalisations concrètes.

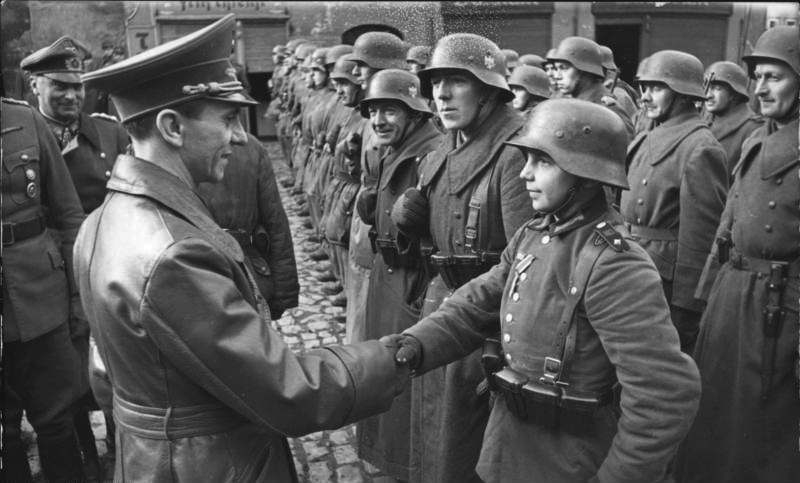
Le 9 mars 1945, Joseph Goebbels décore un adolescent de 16 ans, Willi Hübner, de la croix de Fer pour la défense de Lauban. Fait prisonnier et « rééduqué » par les Soviétiques, Hübner a été détenu quelques mois en zone Est, y est devenu mécanicien, a pu passer à l'Ouest en 1950 et est devenu garagiste à Landshut, en Bavière, où il est mort en 2010.

## Historique
En Allemagne nazie, une opposition armée à l'avancée des troupes alliées est mise en place pendant et après 1945 tant à l'Ouest qu'à l'Est.
Au printemps 1944, Heinrich Himmler charge le SS-Obergruppenführer Hans-Adolf Prützmann de créer des unités spécialisées dans l'infiltration des lignes adverses ; Joseph Goebbels qui choisit de ressusciter l'ancien mythe du loup-garou pour nommer ces unités, en référence à un roman de Hermann Löns, qui raconte la geste d'une bande de paysans de la lande de Lunebourg, tenant en échec des mercenaires en maraude pendant la guerre de Trente Ans.
Sa création est annoncée lors du discours du 18 octobre 1944, en même temps que la création du Volkssturm, la milice populaire allemande qui devait épauler la Wehrmacht dans la défense du territoire du Reich. Himmler voit ces unités comme l'« organisation concrète de la résistance allemande », par unités menant des actions de sabotage sur les arrières des troupes alliées ; ces petites unités doivent être formées dans le camp des Groupes de chasse dirigés par Otto Skorzeny, unités spéciales de lutte contre les partisans soviétiques. Ce mouvement était plutôt voué à faire pression sur les soldats et les populations civiles qui allaient se retrouver face à l'ennemi, pour les empêcher de se rendre ou de cohabiter pacifiquement avec l'occupant. Une station de radio diffusait quotidiennement de la propagande « anti-défaitiste » et des ordres visant à susciter un « sursaut de la nation allemande » et à rassembler des volontaires au sein du Landsturm Werwolf. Les jeunes endoctrinés répondirent les premiers à cet appel, complétés de Waffen-SS qui se transformèrent pour l'occasion en instructeurs de contre-guérilla.
Cette stratégie générale était calquée sur la « politique de la terre brûlée » initialement conduite par les partisans soviétiques. Les zones d'action étaient surtout rurales car facilement utilisables pour cacher des armes, abriter et nourrir les groupes Werwolf. Le Werwolf-Winke für Jagdeinheiten, guide pratique édité en janvier 1945, désignait les priorités :
- couper les lignes de retraite et de ravitaillement ;
- attaquer les hôpitaux ;
- conduire des raids de nuit ;
- détruire les installations militaires, civiles et industrielles ;
- exterminer les défaitistes.

Bien que dépourvue d'état-major centralisé, la Werwolf se distingua dans un certain nombre d'opérations de sabotage, de coupures de lignes de communications et de tireurs d'élite visant des officiers alliés, mais aussi des Allemands en instance de se rendre. En mars 1945, 600 Hitlerjugends intègrent le groupe de combat Ostharz puis la Werwolf, encadrés par des officiers SS. Après de violents combats contre les blindés américains en avril, il ne restait que cinq survivants à la fin du mois. Le 24 mars, le Dr Franz Oppenhoff, maire de la ville d'Aix-la-Chapelle, première ville occupée par les Américains en terre allemande, est assassiné par trois Werwolf, sur ordre personnel d'Himmler. En Forêt-Noire, 35 garçons équipés de Panzerfaust causent de sérieuses pertes aux forces américaines.
À l'Est, du 29 janvier 1945 au 1er mars 1945, des éléments Werwolf et de Jeunesses hitlériennes défendent fanatiquement la ville de Pyritz en Poméranie contre des unités du 9e corps de chars.
Conçues au départ comme moyen de défense des régions frontalières menacées par l'avance alliée, les unités se voient attribuer au fil des semaines de l'écroulement du Reich, un rôle dans la continuation des hostilités, sans limitation de durée, pour démontrer que le « peuple allemand préfère mourir plutôt que se rendre ».
Actifs au milieu des ruines de Berlin, dans des combats rapprochés contre des unités blindées, pendant aux réverbères ceux qui déposaient les armes ou ceux qui en évoquaient l'éventualité, 200 membres de la Werwolf continuèrent la lutte contre les forces russes jusqu'à l'automne 1945, repliés dans des caves et des usines dévastées[réf. nécessaire].

### Freies Deutschland
C'est l'une des plus importantes formations de la Werwolf, regroupant en 1946 près de 1 400 combattants sur un secteur allant de la Haute et Basse-Silésie à la Poméranie. Mais dès l'hiver 1945-1946, ce corps fut mis hors d'état de nuire. Parmi eux, les 200 « loups noirs » (Schwarzer Wolf) du commando Von Hubertus, répartis en deux groupes : 30 hommes dans le triangle Opole-Strzelce-Olesno et 170 dans le secteur de Gliwice, en Haute-Silésie qui furent les derniers à être dispersés en 1947 ; certains furent identifiés et capturés des années plus tard. C'est aussi le cas de divers membres réfugiés aux Pays-Bas, en Belgique, en Suisse, en Autriche ou au Danemark.

## Suites
Dans la mesure où, dans les pays occupés par l'URSS conformément au protocole secret du pacte Hitler-Staline en 1940 puis à nouveau en 1944-1945, tout acte de résistance, voire de simple dissidence anti-stalinienne, était considéré par la justice soviétique comme une « menée contre-révolutionnaire des nostalgiques du nazisme », les populations locales furent accusées en bloc d'avoir soutenu le régime nazi, subirent des déportations répétées et leurs organisations de résistance, comme en Lettonie (jusqu'en 1951) ou en Estonie (les « Frères de la forêt » jusqu'en 1956) furent présentées comme des essaimages locaux de la Werwolf nazie.
En Allemagne, en 1979, le néo-nazi Michael Kühnen forme la milice d'autodéfense « Werwolf ». Ce terme se trouve depuis dans des fanzines et dans le black metal nazi, notamment dans deux groupes, l'un allemand, l'autre autrichien (de). En juillet 2013, le procureur général d'Allemagne diligente des enquêtes, menées par 50 officiers de police fédérale et des services de police criminelle de l'État, sur un réseau clandestin « Werwolf » ayant des bureaux en Suisse, aux Pays-Bas et en Allemagne.

## Dans les arts et la culture populaire

### Filmographie

#### Cinéma
- 1959 : Ordres secrets aux espions nazis de Samuel Fuller.
- 1991 : Europa de Lars von Trier.
- 2019 : Cœurs ennemis de James Kent.

#### Télévision

##### Documentaire
2022 :  Dans le chaos d'après-guerre en Europe de Kurt Mayer.